# Kościół św. Floriana w Krężnicy Jarej
Kościół św. Floriana w Krężnicy Jarej w województwie lubelskim, w powiecie lubelskim, w gminie Niedrzwica Duża.
Murowany 1884–87, remont. 1969.
Neogotycki. Orientowany. Jednonawowy z węższym i niższym prezbiterium. Sklepiony sklepieniem kolebkowym. Przy prezbiterium od strony południowej zakrystia. W ołtarzu głównym obraz MB z dzieciątkiem w. XVII, rzeźby, chrzcielnica itp. XVIII-XIX w.
Pierwotna świątynia była drewniana. W XVI wieku przez pewien czas była w rękach protestantów, a w 1595 roku została spalona. Nowy kościół wybudowany w latach 1628–42, spalił się w 1883 r. Obecny kościół murowany, wybudował w 1885 r., pw. św. Floriana, Walery Pliszczyński. Konsekrował go w 1890 r. bp Franciszek Jaczewski. W czasie działań wojennych świątynia nie uległa zniszczeniu. Remontu dokonano w 1969 r.

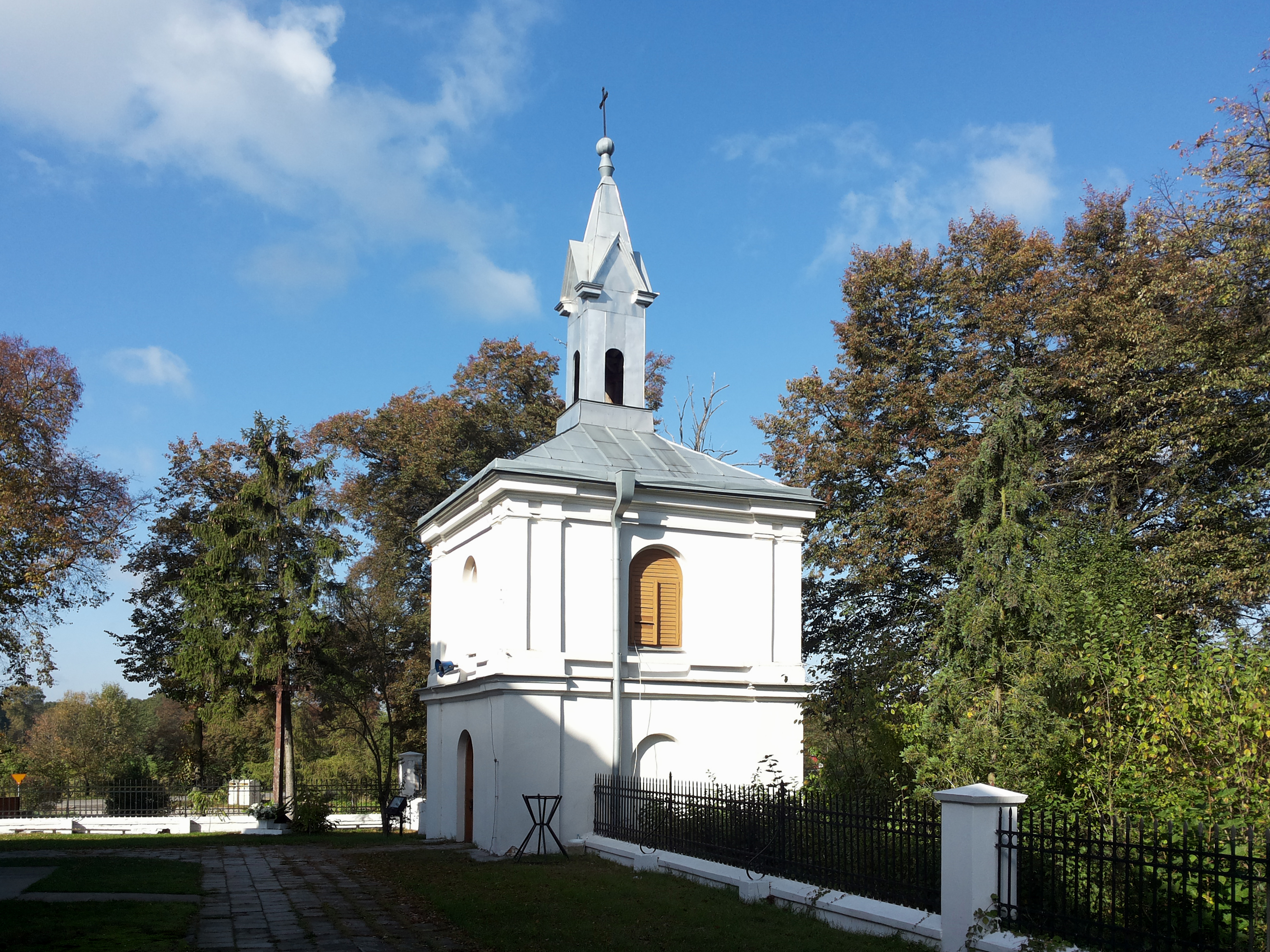
Dzwonnica

Budynek 1-nawowy, eklektyczny, nad nawą mała wieżyczka na sygnaturkę, ołtarz główny drewniany z obrazem MB z Dzieciątkiem, zapewne z XVII w. Ołtarze boczne także drewniane. Po prawej - z obrazem Niepokalanego Serca NMP i MB Częstochowskiej, po lewej - św. Antoniego i drugi ze św. Stanisławem Kostką. Do prezbiterium przylega zakrystia wybudowana razem z kościołem (zachowana monstrancja w kształcie Serca Jezusowego z XVIII w.). Organy 18-głosowe, mechaniczne, o barokowej estetyce zarówno prospektu jak i brzmienia. Zostały zbudowane w 1956r. przez Emilla Hammera z Hannoveru dla miejscowego kościoła, natomiast do Krężnicy Jarej zostały sprowadzone około 2005 r. Wcześniej w kościele służyły 12-głosowe organy z końca XIX w.. Na chórze muzycznym znajduje się również stara, nieużywana fisharmonia pochodząca z II połowy XIX w. Stacje drogi krzyżowej fundowane przez parafian w 1930 r. Przy świątyni stoi czworoboczna dzwonnica. Znajdują się w niej 3 dzwony. Największy o masie około 400 kg i tonie b', średni o masie ok. 200 kg i tonie d'' oraz najmniejszy o masie ok. 100 kg i tonie f' '. Na synaturce znajdującej się na dachu świątyni wisi mały, nieużywany dzwonek. Wśród zabytkowych kapliczek i krzyży wyróżnia się kapliczka w Strzeszkowicach, zbud. w 1928 r. przez Władysława Ostrokólskiego. W roku 2004 kościół został wyremontowany.